# チャールズ・エドワード・ペルジーニ
チャールズ・エドワード・ペルジーニ（Charles Edward Perugini、本名: カルロ・ペルジーニ、Carlo Perugini、1839年9月1日 - 1918年12月22日）は、イタリア生まれのイギリスで働いた画家である。おもに肖像画を描いた。

## 略歴
ナポリで生まれた。ナポリの美術学校でジュゼッペ・ボノリスやジュゼッペ・マンチネッリに学んだ後、パリに移った。パリでは新古典派の画家、アリ・シェフェールのもとで学んだとする説もある。1855年からパリで活動していたイギリスの画家、フレデリック・レイトンと知り合い、気に入られ1859年にレイトンとイギリスに移り、レイトンのアシスタントとなった。この時ペルジーニは20際であった。
1863年に自らのスタジオを開き、同じ年にロイヤル・アカデミー・オブ・アーツの展覧会に初めて出展した。アカデミック美術のスタイルやラファエル前派に影響を受けたスタイルで風俗画や肖像画を描いた。
1874年に有名な作家、チャールズ・ディケンズの娘で、画家のケートと結婚した。ケートは最初の夫、画家のチャールズ・オルストン・コリンズを癌で失ったばかりであった。ペルジーニ夫妻はイギリスの有力な画家たちと親しく交流し、チャールズ・エドワード・ペルジーニの代表作の中にはジョン・エヴァレット・ミレーの義理の妹のソフィー・グレイを描いた作品があり、ケート・ペルジーニは子供を描いた作品を展覧会に出展するほか、ミレーの作品のモデルにもなった。
チャールズ・エドワード・ペルジーニはロンドンで亡くなった。

## 作品

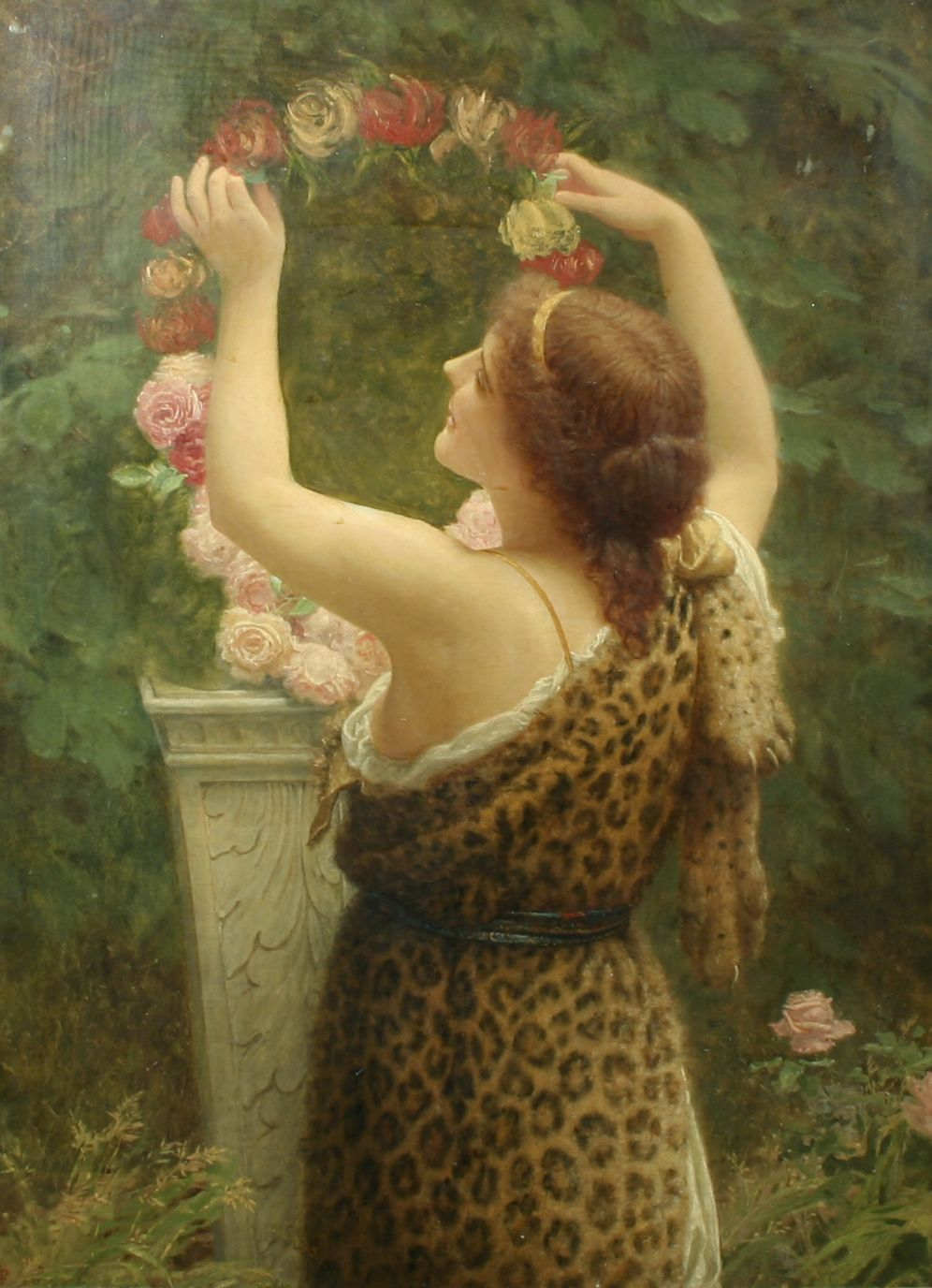
フラワーリースを持つ女性
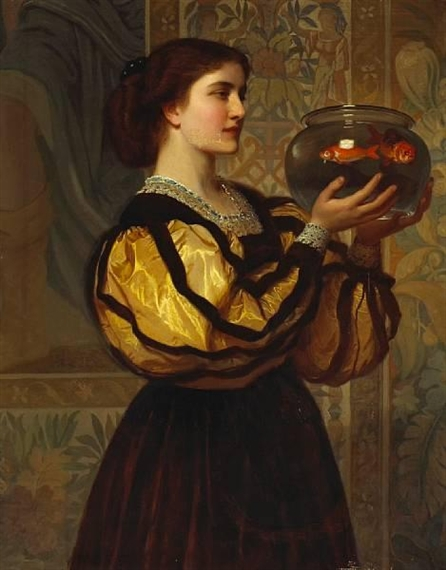
金魚鉢(c.1870)
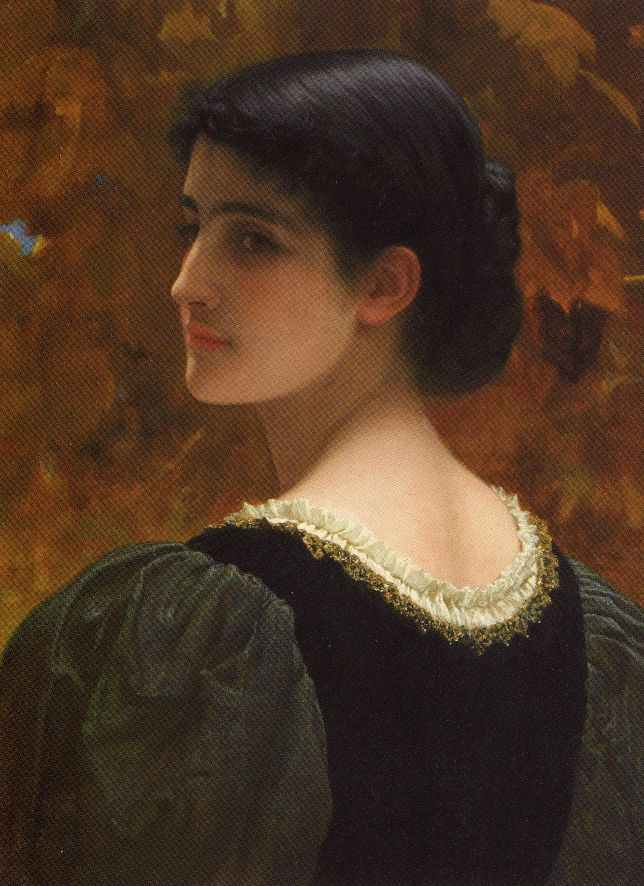
"Backward Glanc"(c.1870)
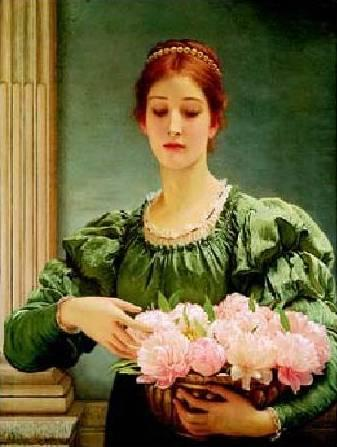
ピオニー（シャクヤク）
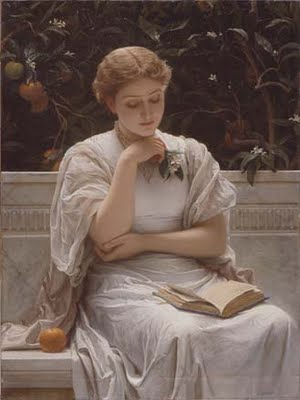
本を読む少女 (1878)
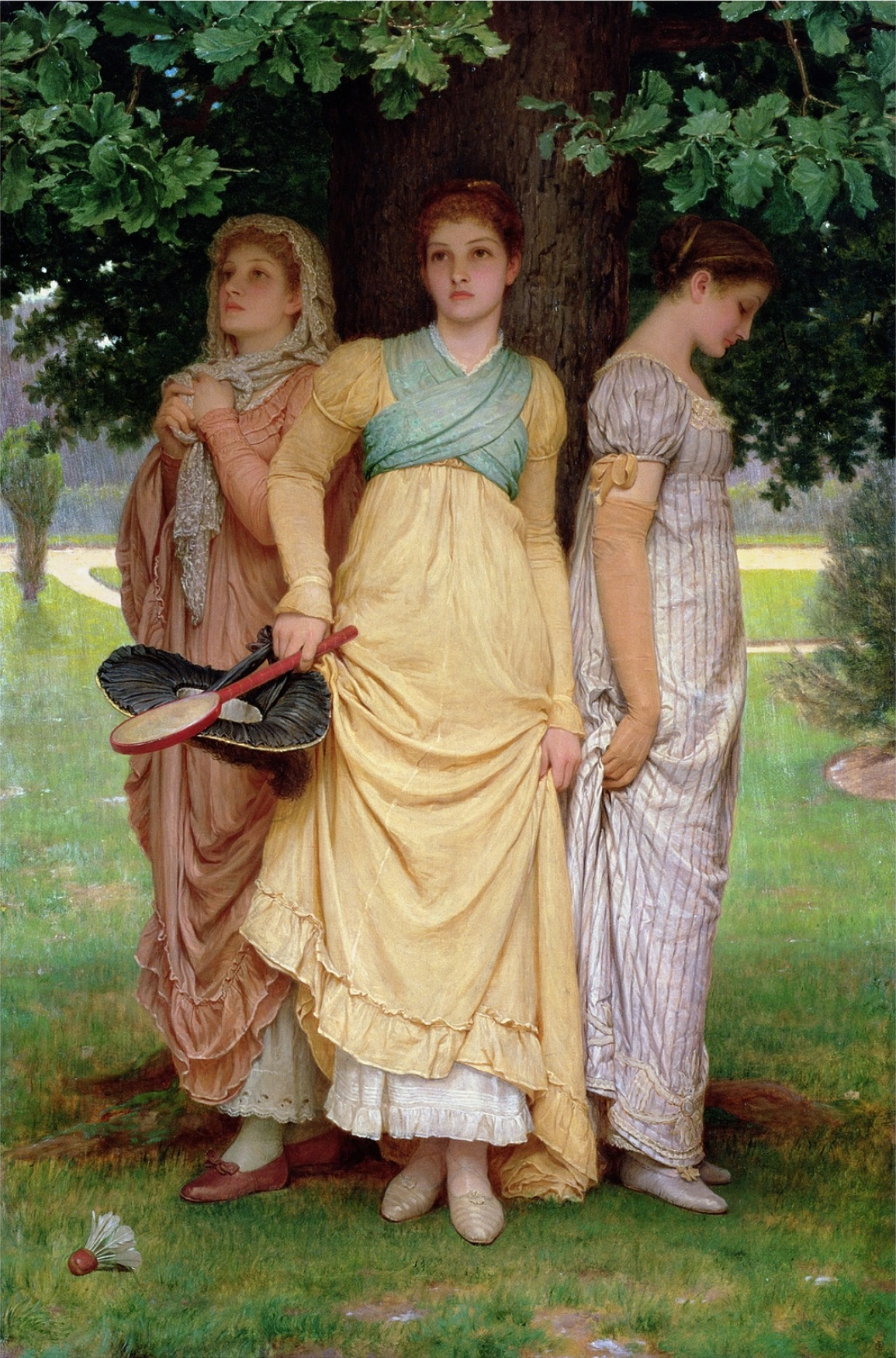
夏の夕立 (c.1888)
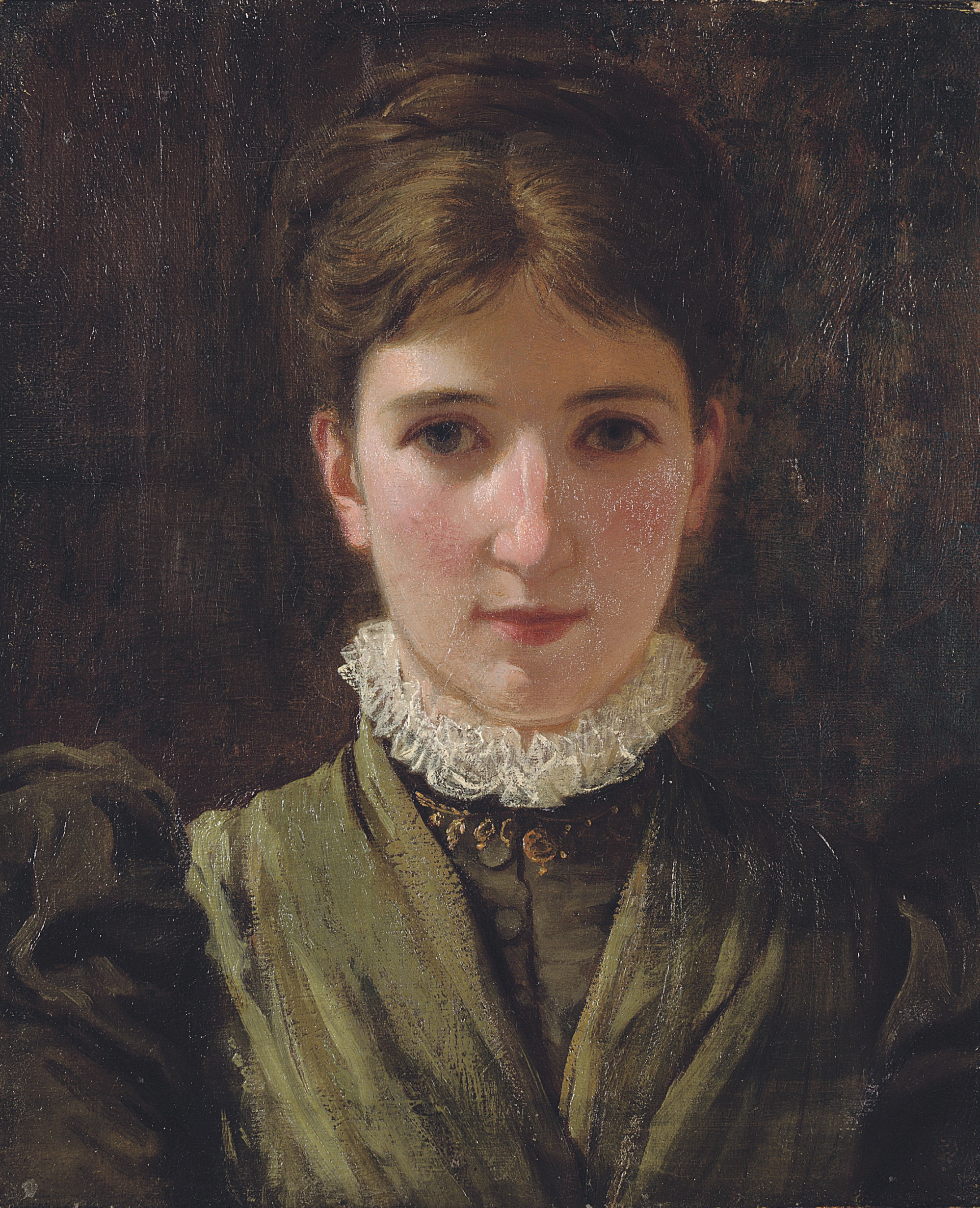
ソフィー・グレー
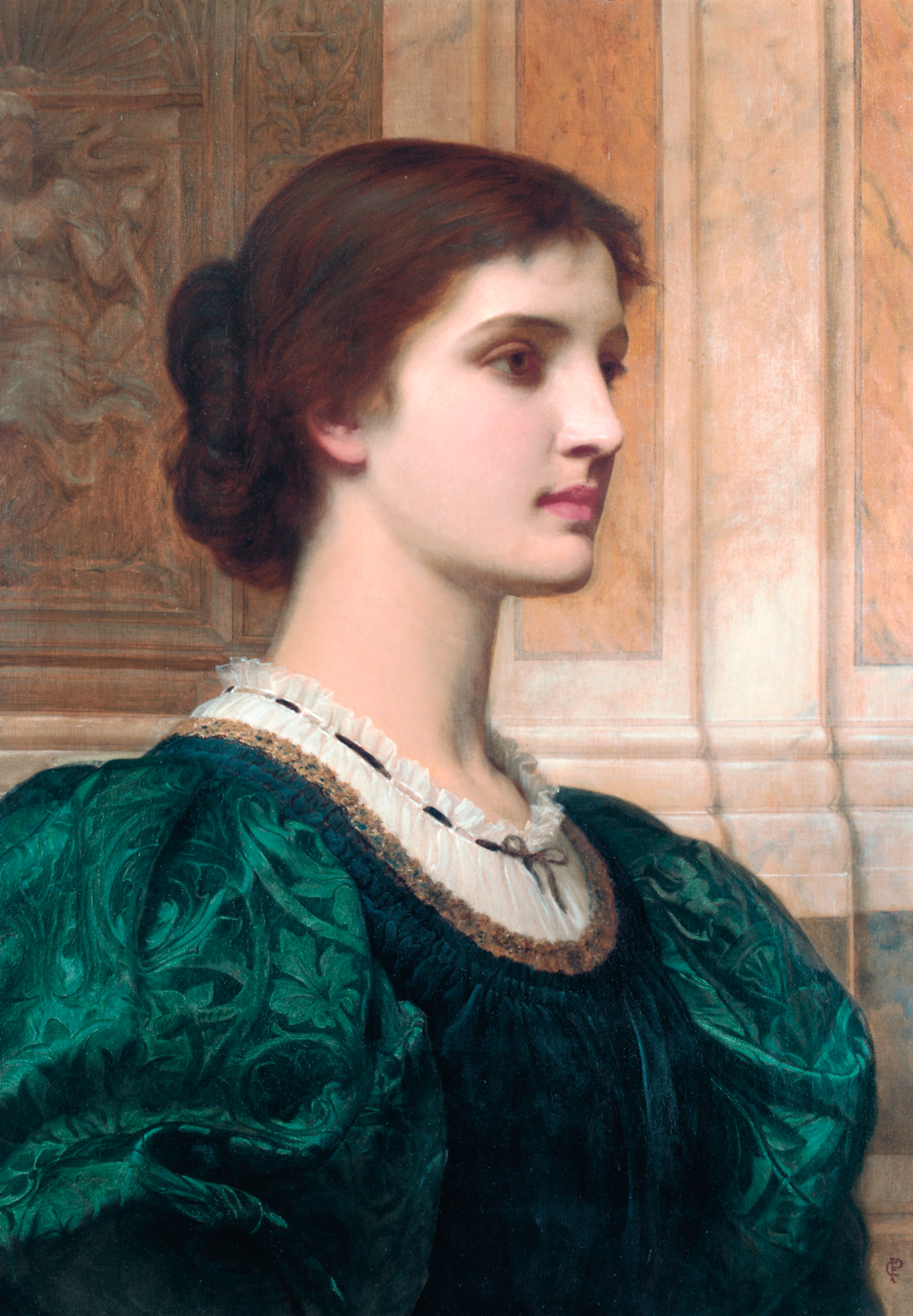
ケート・ペルジーニ